# XM250
XM250は、M249軽機関銃の後継としてアメリカ陸軍に採用されたSIG SAUER製の分隊支援火器である。次世代分隊火器プログラムにおける選考を経て、2022年に制式採用が決定された。採用弾薬は6.8×51mm .277 FURY弾、作動方式はガス圧式、ベルト給弾式である。

## 歴史
2019年1月、M4カービンとM249軽機関銃を更新するため、米軍は次世代分隊火器プログラムを開始した。SIG SAUERはこれに対し2019年9月に本銃を提案した。当時、ボディアーマーの性能向上により従来の5.56×45mm NATO弾（M4およびM249で使用）や7.62×51mm NATO弾では有効性が不足することが懸念されていたことから、XM250はより強力な6.8（.277インチ）×51mmの.277 FURY弾を使用するように設計された。
2022年4月19日、アメリカ陸軍はSIG SAUERとの間でXM250とXM5の供給に関する10年間の契約を締結し、M4とM249をそれぞれ置き換えることとした。すなわち、M4の後継がM5、M249の後継がM250と、それぞれ連番の型番を後継銃に用いることとなった。最初の納入数はXM5が25丁、XM250が15丁で、2023年後半に納入される予定である。陸軍は、歩兵、戦闘工兵、前進観測員、衛生兵等の近接戦闘職種向けに合計107,000丁のXM7と13,000丁のXM250を調達する予定である。本銃を非戦闘員に支給する計画は当面はない。なお、契約上は、海兵隊と特殊作戦軍にも採用されることに備えた追加発注枠がある。
XM250の本体重量は13 lb (5.9 kg)（サプレッサー装着時14.5 lb (6.6 kg)）で、標準的な武装では1つの100発弾倉ポーチ4個（計400発、27.1 lb (12.3 kg)）を携行する。M249は本体重量19.2 lb (8.7 kg)、弾薬は200発弾倉3つ（計600発）で20.8 lb (9.4 kg)であるから、XM250では本体重量は約4 lb (1.8 kg)少なくなる一方で、兵士が運ぶ総重量はおよそ1 lb (0.45 kg)多くなるにもかかわらず、携行弾数は200発少なくなる。XM250のバレルはクイックチェンジバレルではない。ストックは伸縮可能であるが、折りたたみ機能はない。射撃の際に、バッファーに支えられたバレルグループがわずかに後退する構造を持つため、射手に伝わる反動が緩和されている。
XM250を含めた次世代分隊火器の運用テストに向け、2023年10月迄に米陸軍の一部部隊に最初に配備開始される予定である。2022年現在では将来的に問題が生じないことまでは保証されていない。